# Robert Woodard
Robert Anthony Woodard II (ur. 22 września 1999 w Columbus) – amerykański koszykarz, występujący na pozycji rzucającego obrońcy, od 2023 zawodnik ADA Blois.
W 2017 i 2018 został wybrany koszykarzem roku amerykańskich szkół średnich stanu Missisipi (Mississippi Gatorade Player of the Year).
10 lutego 2022 został zwolniony przez Sacramento Kings. 4 marca 2022 zawarł umowę z San Antonio Spurs na występy zarówno w NBA, jak i zespole G-League − Austin Spurs. 2 sierpnia 2023 dołączył do francuskiego ADA Blois.

## Osiągnięcia
Stan na 27 października 2023, na podstawie, o ile nie zaznaczono inaczej.
NCAA
- Uczestnik rozgrywek turnieju NCAA (2019)
- Zaliczony do I składu SEC Academic Honor Roll (2019)

Indywidualne
- Zaliczony do III składu NBA G League (2021)[7]

Reprezentacja
- Mistrz Ameryki U–16 (2015)